# 펜나산탄드레아
펜나산탄드레아(이탈리아어: Penna Sant'Andrea)는 이탈리아 아브루초주 테라모도에 위치한 행정 구역이다. 그란산소 에 몬티델라라가 국립공원에 위치한다.